# Mike Will Made It
Michael Len Williams II (n. 23 martie 1989), cunoscut sub numele de Mike Will Made It (uneori stilizat Mike WiLL Made-It) sau simplu Mike Will, este un producător de discuri, rapper și compozitor american. Este cunoscut pentru producerea de beaturi trap pentru mai mulți artiști din sudul SUA, dar de asemenea și pentru hiturile „Black Beatles” de Rae Sremmurd, „Mercy” de GOOD Music, „No Lie” de 2 Chainz, „Bandz a Make Her Dance” de Juicy J, „Pour It Up” de Rihanna, „Love Me” de Lil Wayne, „Body Party” de Ciara, „We Can't Stop” de Miley Cyrus, „First Day Out the Feds” de Gucci Mane și „Formation” de Beyoncé. A lansat cinci mixtape-uri.

## Legături externe
- Site web oficial
- Mike Will Made It pe Facebook
- Mike Will Made It pe Twitter